# Eulophia richardsiae
Eulophia richardsiae är en orkidéart som beskrevs av Phillip James Cribb och La Croix. Eulophia richardsiae ingår i släktet Eulophia och familjen orkidéer. Inga underarter finns listade i Catalogue of Life.